# Aeroportul Kaoma
Aeroportul Kaoma (IATA: KMZ, ICAO: FLKO) este un aeroport din Zambia ce deservește zona Kaoma.
Situat la o altitudine de 1.119 m, aeroportul dispune de o singură pistă.